# 28854 Budisteanu
28854 Budisteanu è un asteroide della fascia principale. Scoperto nel 2000, presenta un'orbita caratterizzata da un semiasse maggiore pari a 2,2794646 UA e da un'eccentricità di 0,1288179, inclinata di 7,03879° rispetto all'eclittica.